# Araniella
Araniella là một chi nhện trong họ Araneidae.

## Các loài
Các loài trong chi này gồm:
- Araniella alpica (L. Koch, 1869)
- Araniella coreana Namkung, 2002
- Araniella cucurbitina (Clerck, 1757)
- Araniella displicata (Hentz, 1847) *
- Araniella inconspicua (Simon, 1874)
- Araniella jilinensis Yin & Zhu, 1994
- Araniella maderiana (Kulczyński, 1905)
- Araniella opisthographa (Kulczyński, 1905)
- Araniella proxima (Kulczyński, 1885)
- Araniella silesiaca (Fickert, 1876)
- Araniella tbilisiensis (Mcheidze, 1997)
- Araniella yaginumai Tanikawa, 1995

## Hình ảnh

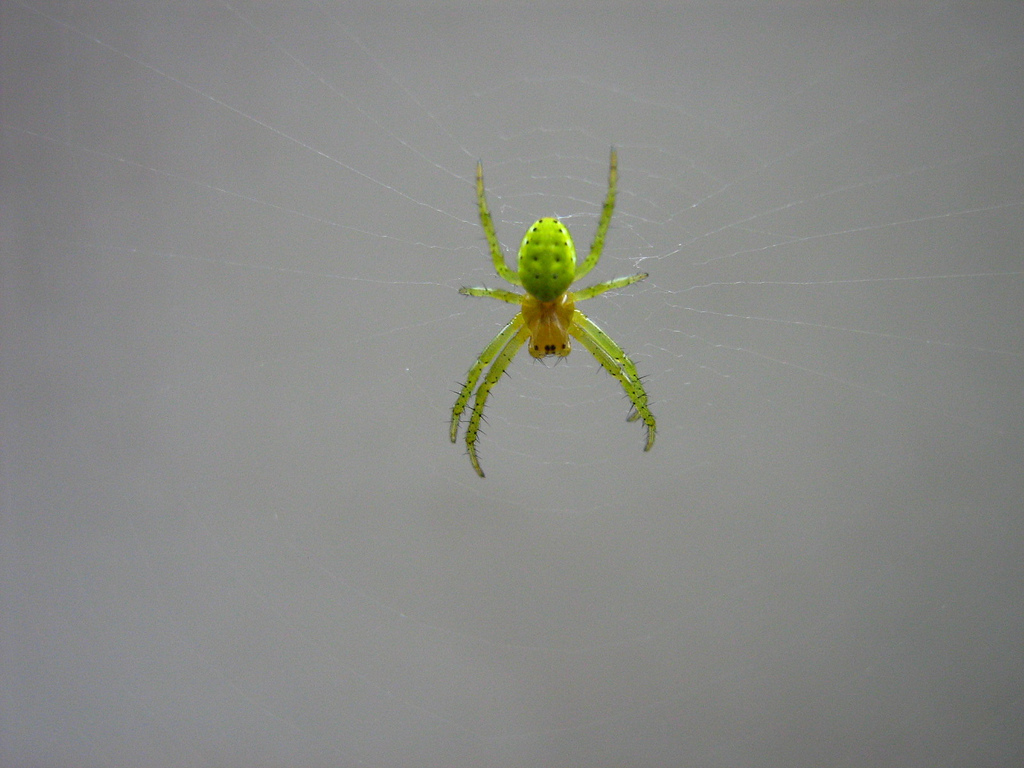
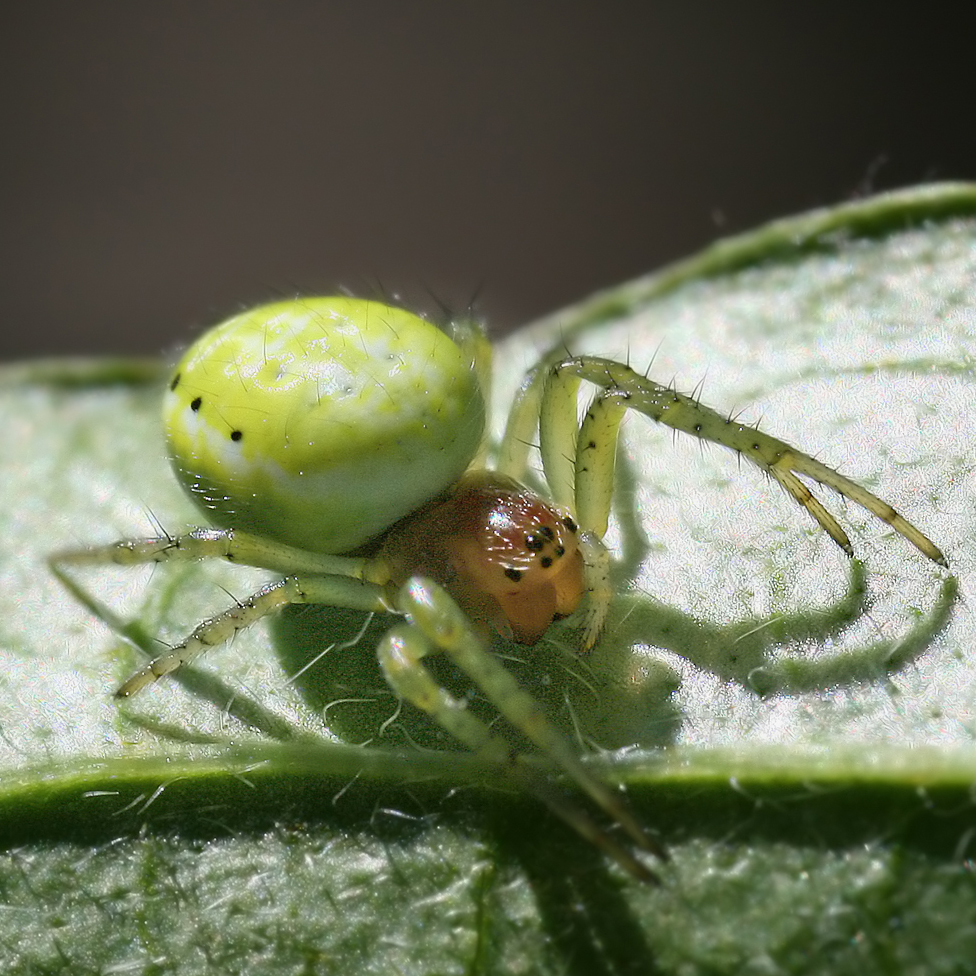
Araniella cucurbitina
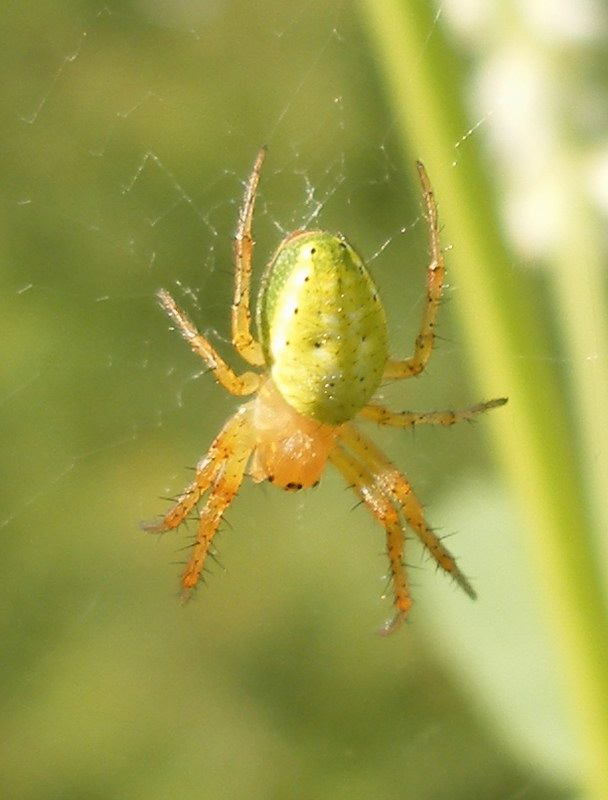
Araniella cucurbitina
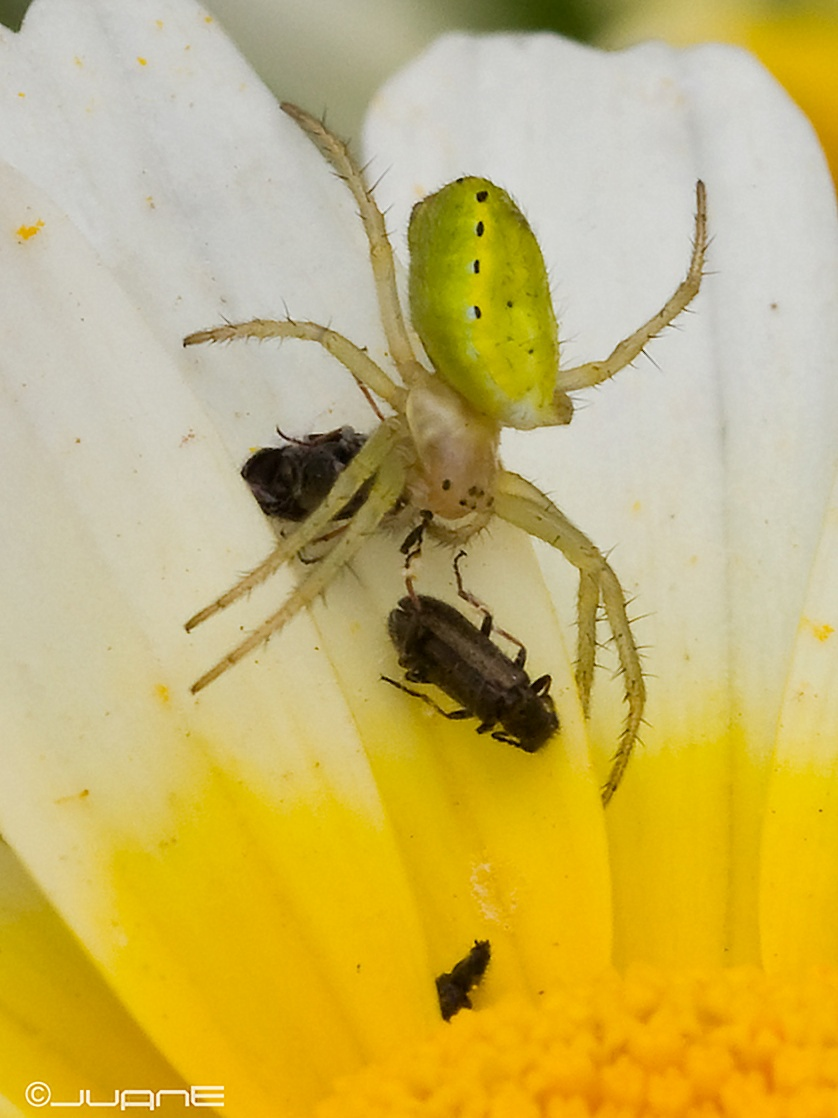
Araniella maderiana
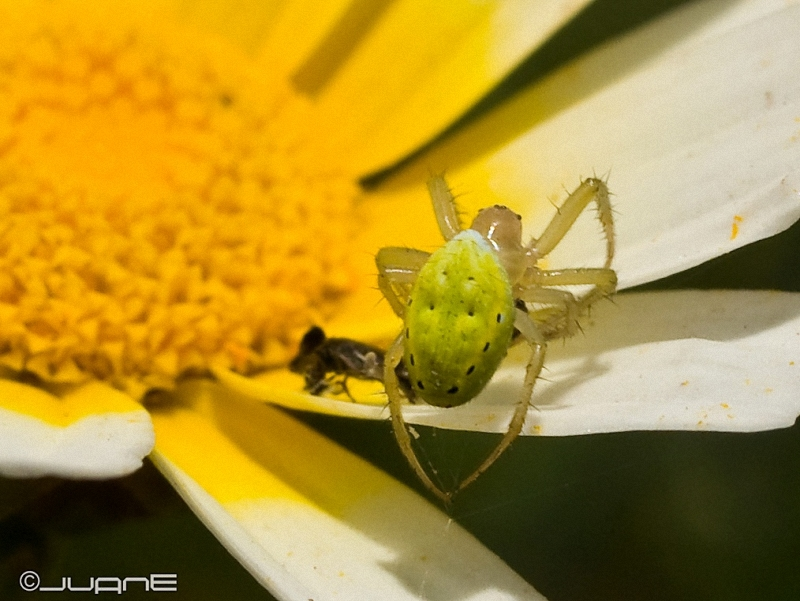
Araniella maderiana